# Alex Cairns
Alexander "Alex" Cairns, född 4 januari 1993, är en engelsk professionell fotbollsspelare och målvakt som spelar för Fleetwood Town.
Cairns är en produkt av Leeds Uniteds ungdomsverksamhet. Han debuterade för Leeds a-lag den 2 november 2011 i hemmamatchen mot Blackpool när han blev inbytt i halvtid. Det blev hans enda a-lagsmatch med Leeds. Han lånades senare ut till bland andra Barrow FC och Stalybridge Celtic FC.
Efter att ha fått lämna Leeds 2015 tillbringade Cairns kortare perioder med Chesterfield och Rotherham United, dock utan att lyckas ta sig in i laget. I juli 2016 skrev han ett tvåårskontrakt med League One-klubben Fleetwood Town, där han sedermera blev förstemålvakt. Under sina första två säsonger med klubben spelade Cairns 81 matcher, och höll nollan 34 gånger.